# Staubblatt

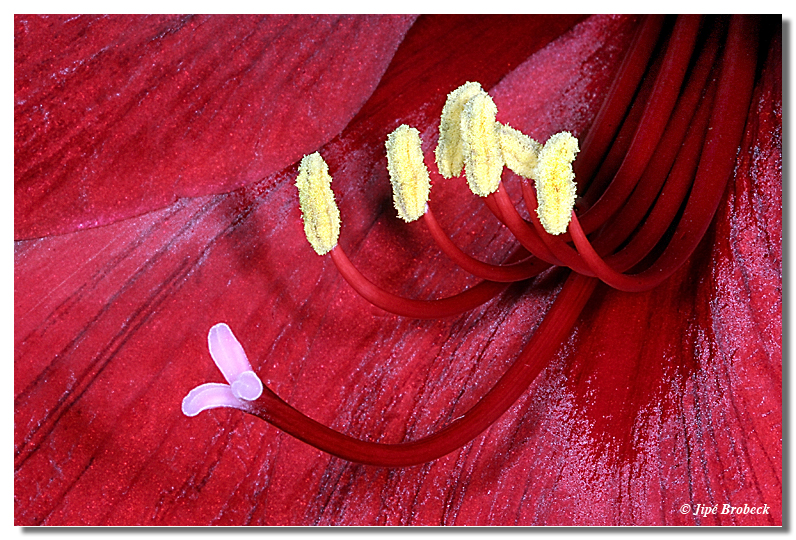
Oben: Staubblätter einer Amaryllis mit roten Staubfäden und gelben Staubbeuteln.
Unten: Griffel ebenfalls rot mit gelappter, hellvioletter Narbe

Schematische Darstellung einer Blüte:
1. Kelchförmiger Blütenboden (Receptaculum), der den Blütenbecher oder Hypanthium bildet
2. Kelchblätter (Sepalen)
3. Kronblätter (Petalen)
4. Staubblätter (Stamina)
5. Fruchtblatt (hier: Stempel mit mittelständigem Fruchtknoten)

Als Staubblatt (Stamen, Plural: Stamina) wird das Mikrosporophyll der bedecktsamigen Pflanzen bezeichnet. Es ist das Pollen erzeugende Organ bei zwittrigen oder rein männlichen Blüten der Bedecktsamer. Ein Staubblatt besteht in der Regel aus einem Staubfaden (Filament) und dem darauf sitzenden Staubbeutel (Anthere, von anthera), der den Pollen produziert. Die Gesamtheit aller Staubblätter einer Blüte wird als Androeceum bezeichnet. Die Anzahl der Staubblätter einer Blüte kann, je nach Pflanze, von einem bis zu etwa 4000 variieren. Sehr viele Staubblätter, 1500 und mehr, haben Adansonia digitata, Annona montana, der Souarinussbaum und Carnegiea gigantea (bis über 3400). Die meisten Orchideen und beispielsweise die Zingiberaceae haben dagegen nur ein Staubblatt. Die Marantaceae besitzen nur ein halbes fertiles Staubblatt.

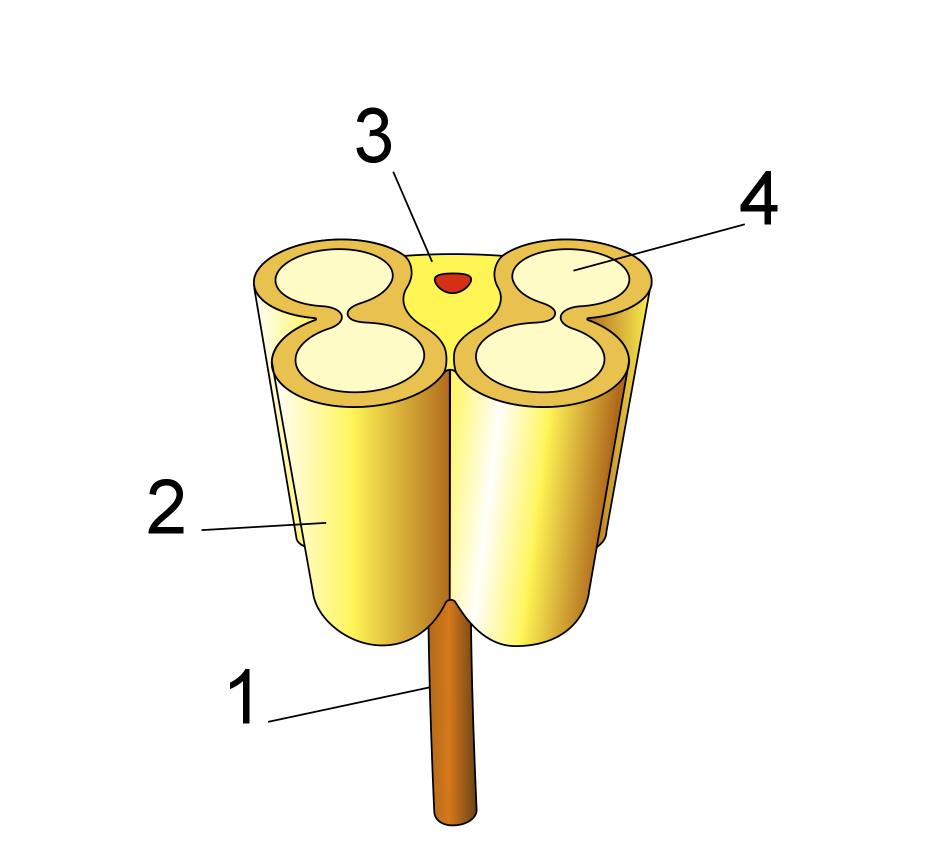
Schematische Darstellung einer ditheken Anthere mit einem Tetrasporangium:
1. Staubfaden
2. Theka
3. Konnektiv
4. Pollensack

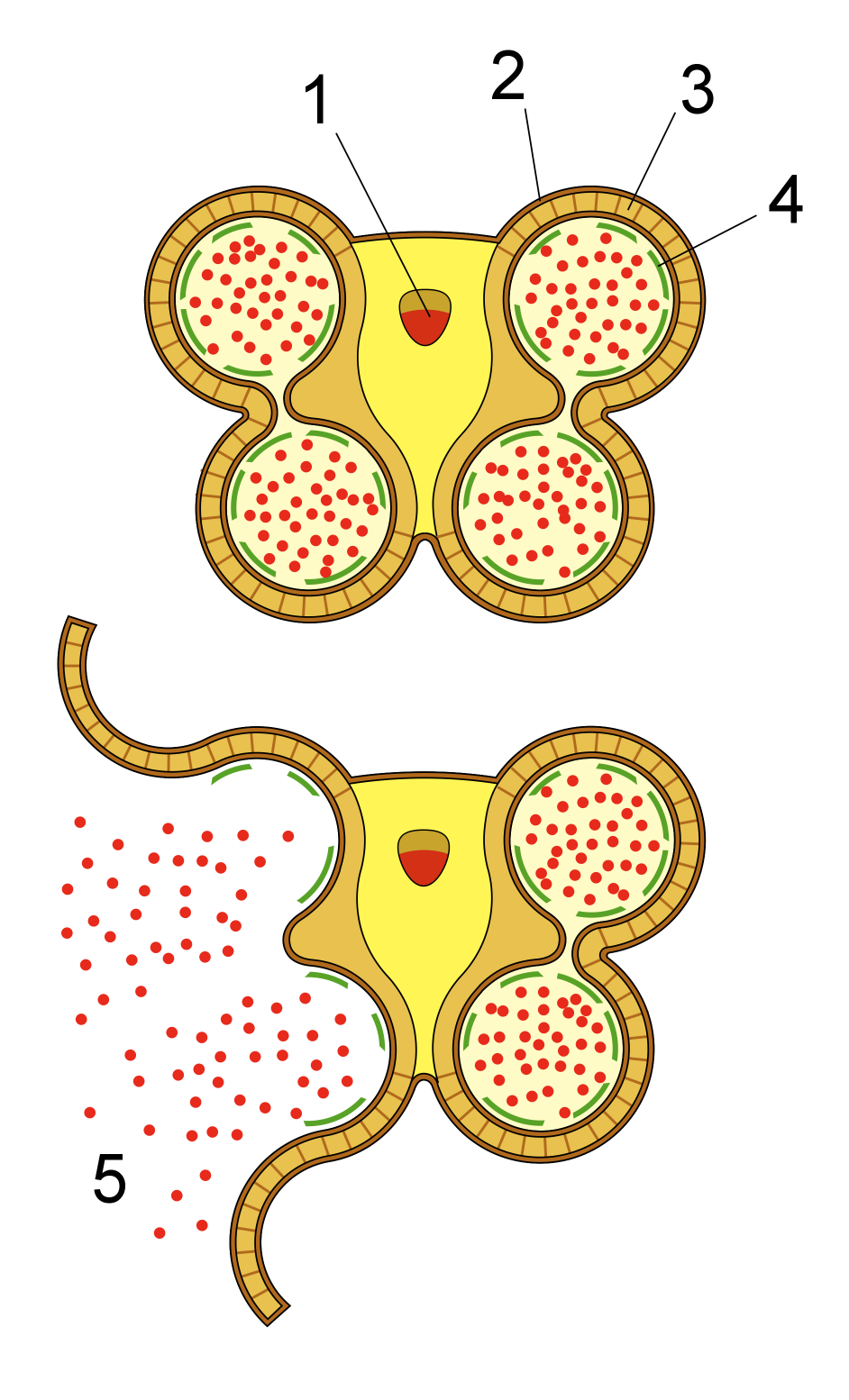
Schematische Darstellung einer Anthere (Detail):
1. Leitbündel
2. Epidermis
3. Faserschicht
4. Tapetum
5. Pollen

## Etymologie
Die botanische Bezeichnung des Staubblattes, Stamen, leitet sich aus dem lateinischen Wort für ‚Kettfaden, Faden‘ ab. Der Staubfaden wird als Filament bezeichnet und ergibt sich aus dem lateinischen Wort für Faden, filum. Der botanische Fachausdruck für den Staubbeutel, Anthere, entstammt dem lateinischen Wort anthera für ‚medizinaler Blütenextrakt‘ vom altgriechischen ἀνθηρά anthērá von ἀνθηρός anthērós, deutsch ‚blühend‘ von ἄνθος ánthos, deutsch ‚Blume, Blüte‘. 'Theka' leitet sich von lateinischen theca ab, aus dem altgriechischen θήκη thḗkē, deutsch ‚Hülle, Kiste, Behälter‘ von τίθημι títhēmi, deutsch ‚legen, setzen, platzieren‘. 'Androeceum' entstammt dem altgriechischen ἀνήρ anḗr, deutsch ‚Mann‘ und οἶκος oíkos, deutsch ‚Haus, Wohnung, Zimmer, Kammer, Raum‘.

## Aufbau
Die Grundstruktur des Staubblatts bei den Bedecktsamern ist relativ stabil und wird nur selten abgewandelt. Allerdings können die Gestaltung des Filaments und der Antheren in ihrer phänotypischen Ausprägung variieren.

### Staubfaden
Der tragende Teil des Staubblatts ist der Staubfaden. Er setzt meistens direkt am Blütenboden an und kann freistehend, mit anderen Staubblättern verwachsen oder mit der ihn umgebenden Blütenblatthülle verwachsen sein. Der Staubfaden ist meistens schmal und fadenförmig, kann aber auch kurz und gedrungen ausgebildet sein. In seltenen Fällen fehlt er komplett.

### Staubbeutel
Der obere Teil des Staubblatts einer Blüte ist der Staubbeutel (Anthere, griechisch-lateinisch Anthera). Er ist in der Regel in zwei Hälften, die so genannten Theken (singular: Theka), aufgeteilt. Diese werden durch ein zentrales Gewebe mit Leitbündelanbindung, Konnektiv genannt, verbunden. Eine Theka besteht normalerweise aus zwei verwachsenen Pollensäcken, die fachsprachlich auch als Loculamente bezeichnet werden; pro Staubblatt liegen also normalerweise vier Pollensäcke vor. Die Wand eines Pollensacks ist fast immer mehrschichtig: Je nach Pflanze treten eine innere Wandschicht oder Faserschicht (Endothecium) und eine äußere Wandschicht (Exothecium) zusätzlich zur Epidermis als nach außen abschließendem Gewebe auf, selten fehlt eine dieser Schichten. Durch Wasserverlust in den Gewebeschichten des Exo- oder Endotheciums reißen deren Zellen an einer meist vorgebildeten (präformierten) Stelle auf, es entsteht ein Längsriss in der Pollensackwand, durch den die Pollen entlassen werden. Zum innenliegenden Hohlraum, dem Archespor, schließt die Pollensackwand mit einer, bei den Angiospermen vergänglichen, Gewebeschicht ab, dem Tapetum. Diese spielt für die Ernährung der entstehenden Pollen sowie durch Abgabe von Sporopollenin für die Bildung der Pollenwand eine wichtige Rolle.
Bei den meisten Pflanzen ist der Staubbeutel die vertikale Fortführung des Staubfadens. Man spricht dabei von einer terminal stehenden Anthere. In einzelnen Fällen gibt es eine Vielzahl von Abwandlungen dieser Grundstellung, die teilweise durch Anpassung an die ökologischen Umweltbedingungen entstanden sind.
Es können auch Pseudoantheren vorkommen, sie sind steril und dienen nur der Anlockung von Bestäubern und bieten keinerlei Nektar oder Pollen an. Auch Pseudostaubblätter kommen vor, dies sind Strukturen, die ein Staubblatt imitieren und teilweise als Ersatz zur Pollenpräsentation dienen (sekundäre Pollenpräsentation).

## Funktion
Bei Reife öffnet sich die Anthere (meist in Längsrichtung) durch einen Kohäsionsmechanismus (unterschiedliche Spannungsverhältnisse beim Austrocknen der Faserschicht und der Epidermis). Trockenes Wetter begünstigt also das Freisetzen des Pollens. Der Pollen wird schließlich durch Wind, Insekten etc. auf die Narbe zur Bestäubung übertragen.
Bei einigen Arten werden zwei Antherenformen unterschieden (Heterantherie; siehe auch unter Antherenform): Beköstigungs-, Futterantheren (deren Pollen dient den Blumenbesuchern als Nahrung) (Trophantheren) und Befruchtungsantheren (der Pollen dient der Befruchtung) (Gonantheren).

## Modifikationen

### Staminodien
Ein Staminodium (Plural Staminodien) ist ein durch evolutionäre Reduktion (Rückbildung) unfruchtbar gewordenes, also steriles oder verkümmertes Staubblatt. Das Staminodium ist eine Art rudimentäres Organ der Blüte, das keine fruchtbaren Pollen hervorbringt. Es kann auch eine sterile Anthere (Antherode) tragen. Bei weiterer Reduktion kann das Staubblatt auch komplett fehlen. So kann man am Beispiel der Rachenblütler (Scrophulariaceae) eine Regressionsreihe aufstellen, die auch in gängigen Lehrbüchern zu finden ist (die beiden letztgenannten Gattungen werden allerdings nach neuen molekularbiologischen Untersuchungen inzwischen zu den Wegerichgewächsen gezählt):
- Königskerzen (Verbascum): fünf Staubblätter
- Braunwurzen (Scrophularia): vier Staubblätter und ein Staminodium
- Fingerhüte (Digitalis): vier Staubblätter
- Ehrenpreis (Veronica): zwei Staubblätter

Es gibt auch Pseudostaminodien, dies sind Anhängsel zwischen den Filamenten, die wie Staminodien erscheinen, oder sie entstammen aus anderen Strukturen wie den Petalen oder aus dem Blütenboden.
Unter der Adynamandrie, At-, Autatrygie, versteht man die Funktionsunfähigkeit der männlichen Geschlechtsorgane einer Blüte oder die Unfruchtbarkeit mit eigenem Pollen.
Heterodynamie oder Scheinzwitterigkeit: Bezeichnung für scheinbar zwitterige Blüten mit ungleich entwickelten (ungleichmächtig) bis funktionslosen Staubbeuteln oder Narben.

### Nektarblätter
Nektar- oder Honigblätter sind Staub- oder Kronblätter, die Nektar produzieren und dadurch Insekten anlocken können. Nektarien können bei Staubblättern an der Basis (Filament- oder Stamennektarien) oder als Anhängsel vorhanden sein. Es können auch ganze Staminodien zu Nektarblättern umgebildet sein (Staminodialnektarien).

### Weitere Modifikationen
Häufig treten Modifikationen von Staubblättern und Staminodien auf, die auf einen speziellen Bestäubungsmechanismus hindeuten. So bilden bei vielen Arten der Lippenblütler-Gattung Salvia (Salbei) und bei der Art Hemigenia eutaxioides zwei der vier Staubblätter ein Gelenk aus. Dieses dient der genaueren Platzierung des Pollens auf den Körper des Bestäubers.
Bei den Ingwergewächsen existiert nur ein funktionales Staubblatt, während umgebildete Staminodien die Funktion von Blütenblättern übernehmen.
An den Staubblättern können sich blattartige Anhängsel bilden. Diese sind oft lebhaft gefärbt und können eine Blumenkrone (Nebenkrone) vortäuschen. Solche Blütenumbildungen sind typisch für die Familie der Laichkrautgewächse. Auch bei den Seidenpflanzen (Asclepias) sind solche Anhängsel vorhanden.
Bei der Heterostylie, einer Blütenanpassung zum Erschweren oder Verhindern der Selbstbestäubung, kommen unterschiedlich lange Staubblätter auf den verschiedenen Blüten einer Pflanzenart vor.
Die Filamente der Staubblätter können auch auffallend gefärbt sein und übernehmen so eine Schaufunktion für den Bestäuber. Beispiele sind Calliandra, Mimosen (Fabaceae) und Callistemon (Myrtaceae).
Staubblätter können auch auf verschiedene Reize ansprechen und Nastien ausführen. Solche sensitiven, irritierbaren Staubblätter besitzen z. B. jene der Gattung Berberis, diese sind seismonastisch. Oder einige Arten der Opuntien besitzen thigmonastische Staubblätter.

## Anordnung/Formen
Die Staubblätter können verschieden angeordnet sein:
- hervorgestreckt, herausragend, über die Blütenhülle hinausgehend (exserted, phanerantherous)
- eingeschlossen, nicht über die Blütenhülle hinausgehend (included, inserted, cryptantherous)
- Anzahl:
  - definierte Anzahl (definite): anandrisch, unmännlich, entmannt (anandrous, astemonous): keine Staubblätter; monandrisch, einmännig (monandrous): ein Staubblatt; diandrisch, zweimännig (diandrous): zwei Staubblätter; analog tri-, tetr-, pent-, hex- (heran-)[22] bis dekandrisch, zehnmännig (decandrous): zehn Staubblätter
  - undefinierte Anzahl (undefinite, numerous): poly-, multiandrisch, vielmännig (poly-, multiandrous): viele Staubblätter; oligandrisch, fast weiblich (oligandrous): wenige Staubblätter

Wenn die Staubfäden unterschiedlich in Länge und Form, mit verschiedener Gestalt sind, nennt man dies Heterandrie, heterandrisch. Nicht ganz gleich ist die Heterantherie, diese ist spezifisch auf die Antheren bezogen (siehe auch unter Antherenform); dies wird öfters verwechselt.

### Filament/Staubfaden
- Staubfäden tragend, vorhanden (filamentous)
- Staubfäden sehr kurz (subsessile)
- Staubfäden fehlend, filamentlos (absent, afilamentous, sessile)
- einseitig, asymmetrisch angeordnet (unilateral)
- genähert, nahe beieinander (approximate)
- Position im Bezug zum Gynoeceum: über dem Fruchtknoten (epigyn), mittig (perigyn), unter (hypogyn)
- frei, unverschmolzen; auch verschieden (distinct, separate, filantherous) (apostemonous) (Normalfall)
- ungleich lang (heterostemonous)
- gleich lang (homo-, isostemonous)
- ungleichförmig, dimorph (dimorphic)
- unverzweigt; die Staubfäden sind nicht verzweigt (Normalfall)
- verzweigt (divergent, branched, ramified, ramose); die Staubfäden sind verzweigt
- gerade, aufrecht (linear, erect)
- fadenförmig (filiform)
- flach (laminar)
- zungenförmig (lingulate)
- blattförmig, -artig, blumenblattartig (petalantherous, pentaloid, laminar)
- gewunden, geschlängelt (flexuous, tortuous, torsive)
- verdreht (contorted, twisted)
- blasenförmig (bulbous, inflated)
- zweiseitig, bifazial (bifacial)
- zweilippig (bilabiate)
- gebogen, gebeugt, dekliniert, flektiert (ex-, incurved, inflexed, declinate, re-, deflexed); nach außen, innen gekrümmt
- sporen-, spornentragend (spurred); die Staubfäden haben Sporen (Anhängsel)
- gezahnt (dentate)
- zugespitzt (acuminate)
- bespitzt (apiculate)
- geschwänzt (caudate)
- zweispitzig; primäre und sekundäre Filamentspitze
- gespalten (split, partite)
- gefiedert (pinnate)
- mit nebenblattähnlichen Anhängseln (bracteolate)
- behaart (pubescent)
- gefedert (plumose)
- unbehaart, nackt (glabrous)

Die Filamente und/oder Antheren können verschmolzen, gebüschelt sein (Synandrie, seriale Verwachsung, Kohäsion, Adhäsion), als Staubfadenbündel (Synandrium), adelphisch (adelphous, phalange, phalanx) (confluent, adnate, adherent, coalescent, connate, connation, coherent):
- gebündelt, gebüschelt (fascicle, fasciculate): einzelne, freie Staubblätter, bündelig angeordnet
- monadelphisch, einbrüderig (monadelphous): einteilig verwachsen, alle Staubfäden zu einer einzigen röhrenförmigen Gruppe (Columna), oft um den Griffel herum, vereinigt.
- diadelphisch (diadelphous): die Filamente vereint in zwei Teilen, zweiteilig
- tridelphisch (triadelphous): die Filamente vereint in drei Teilen, dreiteilig; pentadelphisch (pentadelphous): die Filamente vereint in fünf Teilen, fünfteilig
- polydelphisch (polyadelphous): die Filamente vereint in mehreren Bündeln (mehr als drei)
- synandrisch (synandrous): die Filamente und Antheren verschmolzen
- synantherisch (synantherous, syngenesious): nur die Antheren verschmolzen
- gynandrisch (gynandrous, gynosteminal) (weibmännig): Staubfäden stempelständig, zusammenhängend oder vereinigt mit dem Stempel → Gynostemium (Columna)
- Gynostegium, Narbensäulchen: Verwachsen oder Verkleben der Staubblätter mit dem Stempel
  - innere Nebenkrone, staminale Nebenkrone (staminal corona); apikaler Fortsatz
  - äußere Nebenkrone, interstaminale Nebenkrone (interstaminal corona); dorsaler Fortsatz

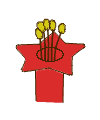
Hervorgestreckte Staubblätter (exserted)
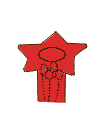
Eingeschlossene Staubblätter (included)
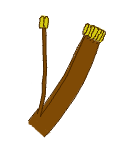
Diadelphische Staubblätter
Tridelphische Staubblätter
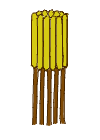
Synantherische Staubblätter

### Spezielle Anordnungen
- epipetal (epipetalous, petalostemonous): angewachsen an die Blüten-, Kronblätter
- episepal (episepalous, sepalostemonous): angewachsen auf oder an den Kelchblättern
- epiphil, -tepal (epiphyllous, epitepalous, tepalostemonous): angewachsen an die Blütenhülle, Tepalen
- spiralig (spiral); primäre Polyandrie
- wirtelig (whorled); uni-, bi-, polyseriat
  - haplostemon (haplo-, isostemonous): in einem einzigen Staubblattkreis, Wirtel alternierend zu den Kronblättern und in gleicher Anzahl angeordnet
  - obhaplostemon (obhaplo-, isostemonous): in einem einzigen Staubblattkreis, Wirtel gegenüber den Kronblättern und in gleicher Anzahl angeordnet
  - diplostemon (diplostemonous): zwei Staubblattkreise, -wirteln, von denen die äußeren Staubblätter über/vor den Kelchblättern (episepal), die inneren über/vor den Kronblättern stehen (epipetal); mit doppelt so vielen Staubblättern wie Blütenblätter
  - obdiplostemon (obdiplostemonous): mit doppelten, umgekehrten Staubblattkreisen, -wirteln, von denen die äußeren Staubblätter über/vor den Kronblättern (epipetal), die inneren über/vor den Kelchblättern stehen (episepal); mit doppelt so vielen Staubblättern wie Blütenblätter
  - polystemon (polystemanous): mehr als zwei Staubblattkreise, -wirtel; polyseriat
- in Mustern oder ungeordnet
- Vervielfältigung, Spaltung; sekundäre Polyandrie (dédoublement, dedublication, chorisis), zentrifugal, -petal
- epi-, anti(e)sepal (epi-, anti-, antesepalous, alternipetalous): gegenüber den Kelchblättern, alternierend mit den Kronblättern
- epi-, anti(e)petal (epi-, anti-, antepetalous, alternisepalous): gegenüber den Kronblättern, alternierend mit den Kelchblättern
- alterniphil, -tepal (alterniphyllous, alternitepalous): alternierend mit den Tepalen
- antiphil, -tepal (antiphyllous, antitepalous): gegenüber den Tepalen
- Petalodie: die Umwandlung von Staubgefäßanlagen in Kronblätter. Durch diesen Vorgang entstehen die gefüllten Blüten
- androphor, säulentürmig: ein Stiel oder eine Säule, welche die Staubfäden stützt, Staubblätter an einer als Staubblattträger geformten, leicht angehobenen Blütenachse befestigt
- androgynophor: stielartige Verlängerung der Blütenachse, die den Stempel und die Staubblätter trägt
- staminophor (staminal ring): ein Gewebeband um die Spitze des Hypanthiums in einer Eukalyptusblume, in welchem die Staubblätter sitzen

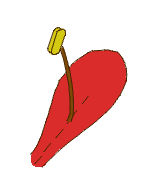
Staubblatt angewachsen an ein Blütenblatt (epipetal)
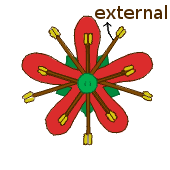
Diplostemone Staubblätter
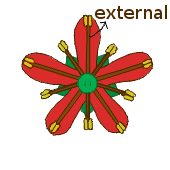
Obdiplostemone Staubblätter
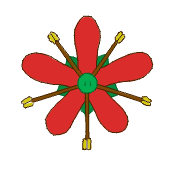
Antisepale-alternipetale Staubblätter
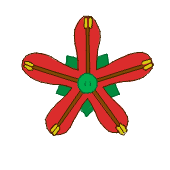
Antipetale-alternisepale Staubblätter
Androphore und monadelphische Staubblätter

### Spezielle Formen
- zweipaarig (didymous): zwei gleich Paare
- Dynamie (dynamy): Mächtigkeit, gestaltliche Verschiedenheit der oberen und unteren Staubblätter
  - monodynam(isch) (einmächtig): eines von mehreren Staubblättern ist länger, z. B. bei Bauhinia
  - Didynamie, didynam(isch) (zweimächtig) (didynamy, didynamous): zwei Paare, ein langes und ein kurzes
  - tridynam(isch), (dreimächtig) (tridynamous): drei lange und drei kurze
  - tetradynam(isch) (viermächtig) (tetradynamous): vier lange und zwei kurze
  - pentadynam(isch) (fünfmächtig) (pentadynamous): fünf lange und fünf kurze
  - heterodynam(isch) (heterodynamous): mit verschiedenen Längen (in einem Wirtel)
  - homo-, isodynam(isch) (homo-, isodynamous): mit gleichen Längen (in einem Wirtel)

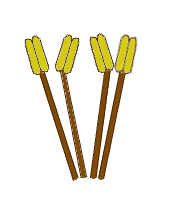
Zweipaarig (didymous)
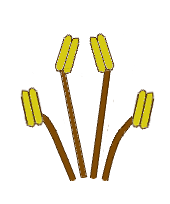
Didynamisch (didynamous)
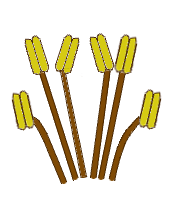
Tetradynamisch (tetradynamous)

## Form des Konnektivs
Das Konnektiv kann verschieden ausgeformt sein:
- verzweigt, zweiteilig, geschieden (divergent)
- diskret, sehr klein oder fehlend (discrete)
- auseinandergehend, verästelt (branched, divaricate)
- auseinandergezogen, in Hufeisenform (distractile, elongated); ein Staubbeutel steril, einer fruchtbar
- verlängert (über die Anthere hinaus) und (gefiedert) (appendicular)

## Antherenform
Die Form der Antheren kann rundlich, linear, länglich, gebogen, nierenförmig (reniform), pfeilförmig (sagittate), gewunden (sinuous), mit Anhängseln (appendiculate, with process), mit einer Kapuze (hooded), behaart, nackt, Grannen tragend (aristate), gelappt (lobed), blättchenartig (laminar), X-, H-, S-förmig etc. sein. Die Theken können auch an der Spitze oder an der Basis ineinander verlaufend oder verwachsen sein (confluent, adnate).
Im Querschnitt können die Antheren verschiedene Formen haben: elliptisch (oval), eiförmig (ovoid), bogenförmig, konvex oder konkav zur Blütenachse (arcuate), rechteckig (rectangular), trapezförmig (trapezoidal).
Die Antheren können nur wenige Zehntelmillimeter bis mehrere Zentimeter lang sein.
Bei Vorhandensein von zwei verschiedenen Antherentypen spricht man von Heter(o)antherie (z. B. Größe, Farbe, Funktion, Ausformung oder zeitliche Verschiedenheit der Pollenauschüttung); sind alle Antheren gleichförmig, nennt man dies Hom(o)antherie. (Siehe auch unter Funktion)

## Öffnung der Staubbeutel
Die Öffnung (Dehiszenz) (Aufplatzen, Aufspringen) (Stomium) der Staubbeutel kann auf verschiedene Weise geschehen:
- längs, längs verlaufend (longitudinal): (Ein oder zwei) lange Schlitze erscheinen in Längsrichtung der Antheren
  - seitwärts, seitlich (lat(e)rorse, lateral): seitliche Schlitze
  - einwärts, nach innen aufspringend (introrse): Schlitze nach innen, zur Blütenmitte
  - auswärts, nach außen aufspringend (extrorse): Schlitze nach außen, zu den Kronblättern
- quer hindurchlaufend (transverse): mit mittigen Rissen in den Antheren, quer zur Längsachse
- valvulär, klappenförmig (valvular): Die Antherenwand bricht, wird angehoben wie bei Ventilklappen, um die Pollenkörner freizulegen
- porös, porizid (porous, poricidal): mit Poren an der Spitze oder Basis der Antheren
- irregulär (irregular): Die Antherenwand bricht irregulär (zusammenziehen und herausquetschen)

Die Bezeichnungen introrse, extrorse, latrorse sind nicht in jedem Fall geeignet, um die Richtung der Pollenfreisetzung zur Blütenachse zu beschreiben. Denn je nach Antherenquerschnitt und Biegung des Staubfadens können sich die Pollensäcken in zwei verschiedenen Richtungen öffnen. In horizontal orientierten Blüten oder bei poriziden Antheren können sich die Pollensäcke auch nach oben oder nach unten öffnen (basal, apical, up-, downwards).

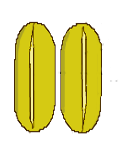
Öffnung längs (longitudinal)
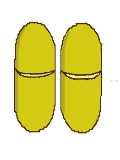
Öffnung quer (transverse)
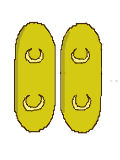
Öffnung klappenartig (valvular)
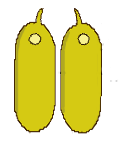
Öffnung porös (porous)